# Lycaena morsheadi
Lycaena morsheadi är en fjärilsart som beskrevs av Evans 1922. Lycaena morsheadi ingår i släktet Lycaena och familjen juvelvingar. Inga underarter finns listade i Catalogue of Life.